# Туркмены в Узбекистане
Туркмены в Узбекистане (узб. Oʻzbekistonlik turkmanlar / Ўзбекистонлик туркманлар, туркм. Özbegistanyň türkmenleri) — одно из этнических меньшинств, проживающее в Узбекистане. Согласно оценке населения за 2022 год, численность проживающих в Узбекистане туркмен составляет 215 тысяч человек. Согласно Госкомстату Узбекистана, туркмены в Узбекистане занимают седьмое место после узбеков (29,2 миллиона человек), таджиков, казахов, каракалпаков, русских и кыргызов.

## История
Самое раннее упоминание этнонима «туркмен» появляется в китайской литературе как название страны. Танская энциклопедия Туньдянь (VIII век н. э.) содержит информацию, согласно которой страна под названием Су-де (Suk-tak — Согдак согласно Ф.Хирту, что вероятнее всего соответствует Согду (Согдиане)), которая имела торговые и политические отношения с Империей Тан в V веке н. э., также называется T'ö-kü-Möng (страна туркмен). В согдийских хозяйственных документах первой четверти VIII века также упоминаются туркмены.
История проживающих в Узбекистане туркмен неразрывна связана с Бухарой и Хорезмом. Туркмены играли в них определенную роль.
Начиная с XI века большие группы огузо-туркменских племён начинают массовые переселения из Центральной Азии на Средний Восток, в результате чего эти группировки составили тюркоязычный пласт при формировании таких народов как азербайджанцы и турки, а также основали целый ряд средневековых государств, таких как Сельджукская империя и Османская империя.
7 мая 2001 года в Ташкенте был образован Республиканский туркменский культурный центр, основной целью которого является развитие культуры, традиций, обычаев, истории и языка туркменского народа, проживающего в Узбекистане. В 2021 году ему исполнилось 20 лет.

## Численность
Согласно переписи населения за 2000 год, численность туркмен составляет 152137 человек. Туркмены Узбекистана условно делятся на хорезмскую, бухарскую и нуратинскую группы. Первая группа располагается на обширном пространстве от Айбугира на севере до Заунгузских Каракумов на юге и от Устюрта и Сарыкамыша на западе до правобережья Амударьи (древнейшие районы расселения туркмен), где часть населения составляют потомки туркменских племен. Вторая группа — бухарские туркмены занимают территорию Южного Узбекистана — современные районы Сурхандарьинской и Бухарской областей..
В 2001 году в Узбекистане был создан Республиканский туркменский культурный центр. В его составе: Туркменский национальный культурный центр Республики Каракалпакстан, региональные отделения в Бухарской, Кашкадарьинской, Сурхандарьинской, Ташкентской областях и городе Ташкенте. Руководство Узбекистана проявляет большую толерантность и создает условия для развития туркменских школ и культуры, в то время как в Туркменистане все узбекские школы были закрыты в период президентства С.Ниязова (1991-2006).
| Год  | Численность туркмен в Узбекистане |
| ---- | --------------------------------- |
| 1926 | 31492                             |
| 1959 | 54804                             |
| 1989 | 121578                            |
| 2000 | 152137                            |